# Šajb al-Banat
Šajb al-Banat (2187 m n. m.) je hora v Arabské poušti asi 40 km od Rudého moře mezi Hurghadou a Safagou na území egyptského guvernorátu Al-Bahri al-Ahmari. Jedná se o nejvyšší vrchol egyptské části Rudomořského pohoří.

## Geografie
Šajb al-Banat je nejvyšší horou Arabské pouště a zároveň nejvyšším bodem africké části Egypta. Nejvyšší v celém Egyptě je s výškou 2637 m n. m. hora svaté Kateřiny, ležící na Sinajském poloostrově.
Hora Šajb al-Banat má celkem čtyři vrcholy:
- džebel Abu Duchan
- džebel Katar
- džebel Šajb el-Banat
- džebel Umm Anab

Po svazích hory stékají sezónní potoky.

## Osídlení
Okolí Šajb al-Banat obývá kmen Ma'aza (známý též jako Bani Attia), který čítá asi 1000 osob a žije na ploše 90 000 km2. Jedná se o kočovníky, kteří se živí chovem ovcí, koz a dromedárů.